# Фрідріх Бройкер
Фрідріх Бройкер (нім. Friedrich Braeucker; 13 липня 1919, Мюнхен — 5 листопада 2010) — німецький офіцер-підводник, капітан-лейтенант крігсмаріне, капітан-цур-зее бундесмаріне.

## Біографія
3 квітня 1937 року вступив на флот. З листопада 1939 року служив в 9-му дивізіоні корабельних гармат і в торпедному училищі в Фленсбурзі-Мюрвіку, з квітня 1940 року — в 1-й і 2-й флотилії торпедних катерів. З серпня 1943 по березень 1944 року пройшов курси підводника і командира підводного човна. З 4 серпня 1944 року — командир підводного човна U-889. 5 квітня 1945 року вийшов у свій перший і останній похід. 13 травня здався союзникам в Шелберні. В грудні 1948 року звільнений.
З жовтня 1962 по вересень 1963 року — командир есмінця 3. З травня 1975 по вересень 1978 року — начальник штабу головнокомандувача ВМС на Північному морі.

## Звання
- Кандидат в офіцери (3 квітня 1937)
- Морський кадет (21 вересня 1937)
- Фенріх-цур-зее (1 травня 1938)
- Оберфенріх-цур-зее (1 липня 1939)
- Лейтенант-цур-зее (1 серпня 1939)
- Оберлейтенант-цур-зее (1 вересня 1941)
- Капітан-лейтенант (1 липня 1944)

## Нагороди
- Залізний хрест
  - 2-го класу (1940)
  - 1-го класу (1943)
- Нагрудний знак торпедних катерів (1941)